# Михайлов Сергій Петрович
Сергі́й Петро́вич Миха́йлов (1976—2014) — старший сержант Збройних сил України, учасник російсько-української війни.

## Життєпис
Народився 1976 року в місті Новоград-Волинський (Житомирська область). Закінчив ЗОШ № 7 міста Новгорад-Волинський. З 1996 року — на контрактній службі в Новограді-Волинському. Згодом — командир відділення, 30-а окрема механізована бригада.
18 вересня 2014-го помер від травм, яких зазнав під час виконання завдання в зоні проведення бойових дій 3 вересня — діагноз: «вибухова травма, закрита черепно-мозкова травма, струс головного мозку, посттравматичний стресовий розлад, тривожний стан». 17 вересня виписаний із шпиталю на реабілітацію, наступного дня зупинилося серце.
Похований у Новограді-Волинському 19 вересня 2014-го.

## Нагороди і вшанування
За особисту мужність і героїзм, виявлені у захисті державного суверенітету та територіальної цілісності України, вірність військовій присязі під час російсько-української війни, відзначений — нагороджений
- 27 червня 2015 року — орденом «За мужність» III ступеня.
- Його портрет розміщений на меморіалі «Стіна пам'яті полеглих за Україну» у Києві: секція 4, ряд 7, місце 19
- 13 жовтня 2015 року на будівлі звягельської загальноосвітньої школи № 7 відкрито меморіальну дошку на честь випускників, які загинули під час антитерористичної операції на сході України, серед яких є ім'я Сергія Михайлова.[1]